# Carmala flexata
Carmala flexata är en fjärilsart som beskrevs av Walker 1863. Carmala flexata ingår i släktet Carmala och familjen mätare. Inga underarter finns listade i Catalogue of Life.